# Медівник сивоголовий

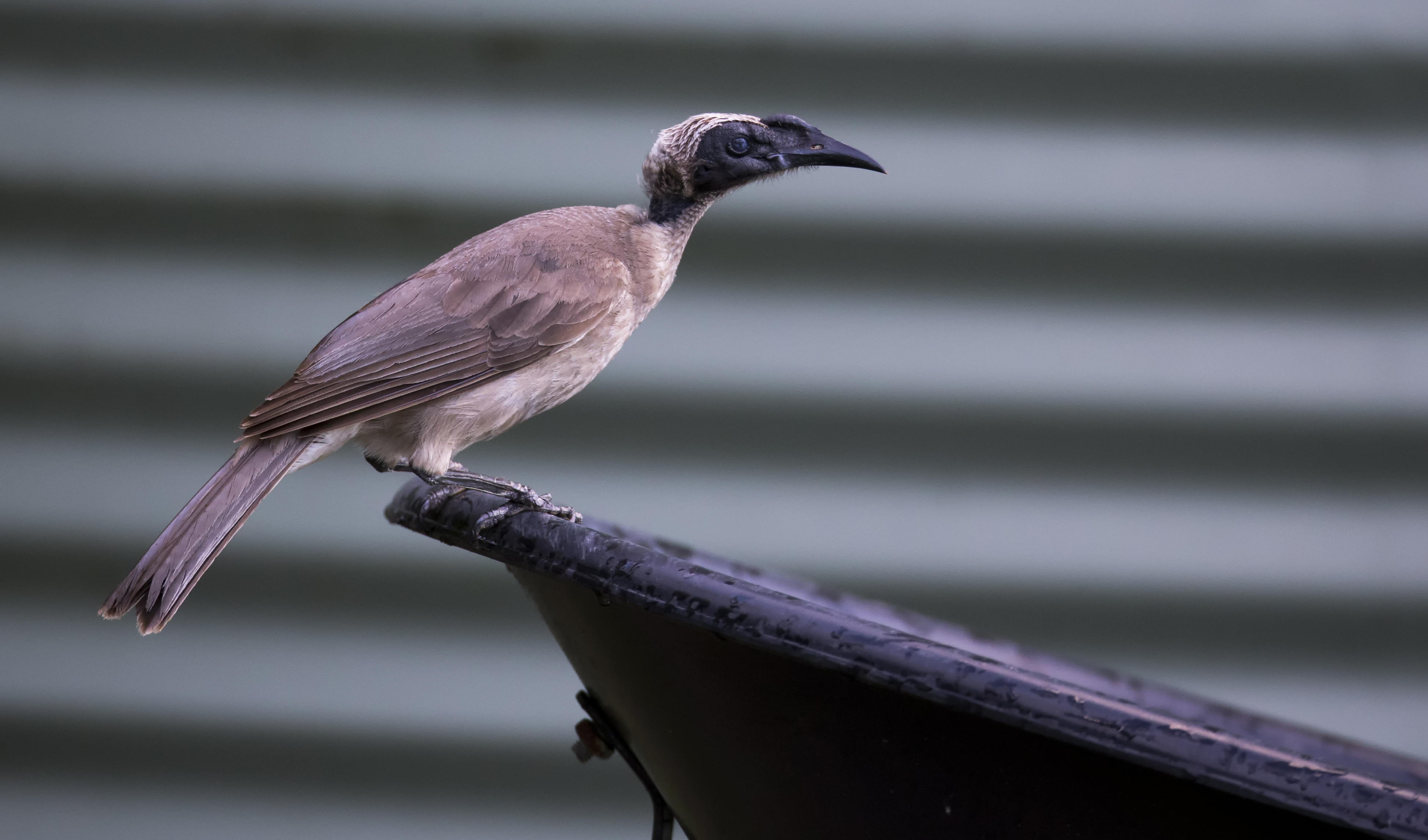
Сивоголовий медівник

Медівни́к сивоголовий (Philemon argenticeps) — вид горобцеподібних птахів родини медолюбових (Meliphagidae). Ендемік Австралії.

## Підвиди
Виділяють два підвиди:
- P. a. argenticeps (Gould, 1840) — північна Австралія;
- P. a. kempi Mathews, 1912 — півострів Кейп-Йорк.

## Поширення і екологія
Сивоголові медівники є ендеміками Північної Австралії. Вони живуть у саванах і сухих тропічних лісах, а також у вологих тропічних і мангрових лісах та в парках. Живляться нектаром, плодами, насінням, деякими безхребетними. Сезон розмноження триває з липня по березень. В кладці 2-3 яйця. Інкубаційний період триває 12-16 днів.